# Henry County (Illinois)
Henry County is een county in de Amerikaanse staat Illinois.
De county heeft een landoppervlakte van 2.132 km² en telt 51.020 inwoners (volkstelling 2000). De hoofdplaats is Cambridge.

## Bevolkingsontwikkeling

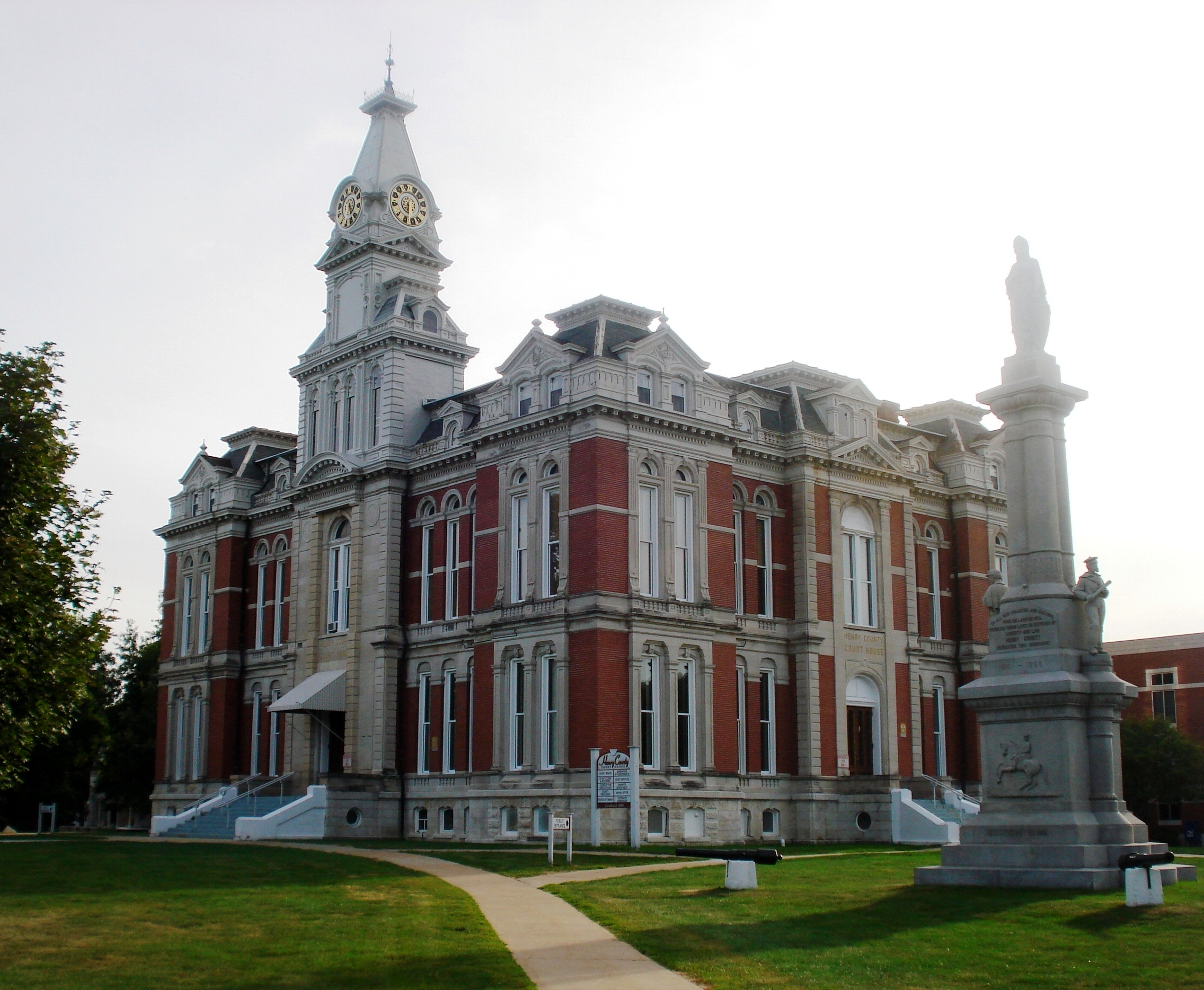
Henry County Courthouse in Cambridge